# Canton de Maungdaw
Le canton de Maungdaw (birman : မောင်တောမြို့နယ်) est un canton du district de Maungdaw, dans l'État de Rakhine, en Birmanie. La ville principale est Maungdaw.

## Histoire
Les zones côtières de Maungdaw sont le théâtre de batailles entre les mercenaires portugais et les forces arakanaises sous le règne du roi Min Khamaung (en) vers 1615, allié à la Compagnie néerlandaise des Indes orientales.
Le 6 février 2024, l'Armée d'Arakan capture les villes de Taung Pyo Letwe et Taung Pyo Letyar à la junte militaire pendant la guerre civile en Birmanie, avec près de 60 soldats du régime s'échappant par la frontière du district de Bandarban au Bangladesh,,.

## Démographie
Le canton abrite une importante population musulmane rohingya, environ 80% de la population totale en 2012. En juillet 2012, le gouvernement birman n'inclut pas les rohingyas, mais classe comme apatrides les musulmans bengalis du Bangladesh, sur la liste gouvernementale de plus de 135 groupes ethniques. Les autres 20% de la population sont les arakanais, les bamars, les kameins (en), les khamis, les daingnets (en), les mros (en), les meiteis et les thets.
En 2011, il y a cinq lycées d'enseignement général, trois lycées (filiales), huit collèges, un collège (filiale), un collège affilié, 16 écoles post-primaires et 125 écoles primaires.

## Liste des villes
- Taung Pyo Letwe (တောင်ပြိုလက်ဝဲမြို့)[8]
- Taung Pyo Letyar (တောင်ပြိုလက်ယာ)
- Myinhlutt (မြင်းလွှတ်)
- Nyaungyaung (ညောင်ချောင်း)